# Fliura Khasanova
Fliura Khasanova (nascida em 31 de dezembro de 1964, em Chirchiq) é uma enxadrista  cazaque, Grande Mestre Feminina (WGM), arbitra Internacional e Treinadora pela FIDE.
Ela ganhou o Campeonato Mundial Júnior Feminino de Xadrez em 1983.
Jogou cinco Olimpíadas Femininas de xadrez pelo Cazaquistão, conquistando um oitavo lugar, no terceiro tabuleiro em 1994, como seu melhor resultado.